# چیتسکه رایدینگا
چیتسکه رایدینگا (هلندی: Tjitske Reidinga؛ زادهٔ ۲۰ فوریهٔ ۱۹۷۲) کمدین، هنرپیشه اهل هلند است.